# Трошев Андрій Миколайович
Андрій Миколайович Трошев (нар. 05.04.1962) — російський військовий діяч, полковник у відставці, колишній співробітник органів Міністерства внутрішніх справ Російської Федерації, активний учасник Афганської та другої чеченської воєн, воєнної операції Росії в Сирії, Герой Російської Федерації.

## Біографія
Народився 5 квітня 1962 року в Ленінграді (нині — Санкт-Петербург). Після закінчення середньої школи вступив до Ленінградського вищого артилерійського командного училища імені Червоного Жовтня. Закінчивши його, служив у різних артилерійських частинах на командних та офіцерських посадах. Брав участь у бойових діях у Демократичній Республіці Афганістан у складі обмеженого контингенту радянських військ. Командував батареєю самохідних артилерійських установок. За мужність і героїзм, виявлені під час виконання службових обов'язків, був удостоєний двох орденів Червоної Зірки. Надалі закінчив Військову артилерійську академію імені М. М. І. Калініна (нині — Михайлівська військова артилерійська академія).
Після розпаду СРСР продовжив службу у Збройних силах Російської Федерації. Брав участь у другій чеченській війні, за бойові заслуги був удостоєний двох орденів Мужності та медалі ордену «За заслуги перед Батьківщиною» 2-го ступеня. Згодом служив у частинах Ленінградського військового округу. Відійшовши в запас, продовжив службу в органах Міністерства внутрішніх справ Російської Федерації. Був співробітником підрозділів ОМОН і СОБР Головного управління МВС Росії у Північно-Західному федеральному округу, якийсь час командував Санкт-Петербурзьким СОБРом при ГУ МВС РФ з СЗФО. Був звільнений із лав Головного Управління з дискредитуючих обставин, а саме за алкоголізм. Є також випускником Російської академії державної служби за Президента Російської Федерації. В 2012 закінчив службу у званні полковника.
З початком військової операції Росії у Сирії Трошев, який на той час вже був на пенсії у відставці, виявив бажання поїхати до цієї країни. Безпосередньої участі у бойових діях не брав, керуючи тиловою службою ПВК Вагнера та Службою Безпеки ПВК у с. Молькін Краснодарського краю. За інформацією інтернет-видання має неврівноважений характер і пристрасть до алкоголю, також має відношення до загибелі кількох десятків (за твердженням деяких видань та сотні бійців) бійців ПВК у лютому 2018 року під вогнем збройних сил США, але категорично спростовував у різних джерелах інформації кількісну складову. Попри велику кількість загиблих в операціях в САР закритим Указом Президента Російської Федерації полковник у відставці Андрій Миколайович Трошев був удостоєний звання Героя Російської Федерації. За джерелами деяких ЗМІ, Трошев А. Н. потрапляв до лікарні в алкогольному сп'янінні та неадекватному стані, маючи при цьому карти Сирії, кошти та інші важливі документи. За неперевіреною інформацією, після повернення до Росії працює у приватній військовій компанії «Вагнер», є начальником її штабу, а також керує Службою Безпеки «ЧВК Вагнера» у с. Молькін Краснодарського краю деякі видання приписують йому керівництво всією цією компанією, що не є підтвердженою інформацією, або посаду виконавчого директора.

## Санкції
29 червня 2022 року його занесли до санкційного списку Великої Британії, як одного з керівників групи «Вагнер», що бере участь у військовому конфлікті в Сирії на боці Башара Асада та урядових сил.

13 грудня 2021 року внесений до санкційних списків усіх країн Євросоюзу:
Начальник штабу групи «Вагнер», яка діє в Сирії, навчає і направляє сирійські сили. Група Вагнера також підтримує режим Асада і воює разом із воєнізованими формуваннями, пов'язаними з режимом, і сирійською армією. Андрій Трошев бере безпосередню участь у військових операціях Групи Вагнера в Сирії. Зокрема, він був задіяний у районі Дайр-ез-Заур. Таким чином, він робить вирішальний внесок у військові дії Башара Асада і підтримує сирійський режим та отримує від нього вигоду.
26 лютого 2023 року доданий до санкційного списку України.